# St. Pölten Invaders
Die Generali Invaders St. Pölten sind ein österreichischer American-Football-Club aus der niederösterreichischen Landeshauptstadt Sankt Pölten und spielen derzeit in der Division I der Austrian Football League, in welcher sie 2009 zuletzt gespielt haben. Zuletzt konnten in der Saison 2023 die Playoffs erreicht werden.

## Geschichte
Das Team wurde 1986 gegründet; die Vereinsfarben sind Rot und Gold. Ein Gründungsmitglied ist unter anderem der vorhergehende CEO Günter Zanker. Heimstätte der Mannschaft ist das Invaders Field (Gruam) in St. Georgen.
Im Spieljahr 2006 wurde der Einzug zur Silver Bowl wiederum knapp verpasst.
Das Team beendete die Saison mit einem Overall-Record von 4:2. Damit belegten die Invaders in der Gesamttabelle der Division I den vierten Platz und waren zur Teilnahme am Playoff berechtigt. Dort traf die Mannschaft erneut auf die Dodge Vienna Vikings II und verloren diese Partie knapp mit einem Touchdown Rückstand.
Danach, von 2007 bis 2009, folgte jedes Mal der Einzug in die Silver Bowl, welche sie dann am 11. Juli 2009 gegen die Salzburg Bulls knapp mit 27:26 gewinnen konnten. 2010 folgte dann der Aufstieg in die höchste Spielklasse. Der Ausflug sollte ein kurzer bleiben. Der Verein konnte keine weitere Saison auf diesem hohen Niveau mithalten. Sowohl finanziell, als auch spielerisch und sportlich war und ist man nicht für diese Spielklasse bereit. Nach einem Jahr abseits des österreichischen Ligabetriebes konnte man 2012 in der dritthöchsten Liga in Österreich wieder einsteigen. Die sehr junge Mannschaft sammelte Erfahrung und konnte daraufhin im Jahr 2013 die Meisterschaft in der Division 2 gewinnen und den Aufstieg in die zweithöchste Klasse fixieren.
Das erste Jahr beendete man jedoch als Tabellenletzter. Verletzungspech und sehr knapp verlorene Spiele zeichneten diese Saison aus.
Nach einer Durststrecke zwischen 2019 und 2022, in der das Team kein Spiel der regulären Saison gewinnen konnte, verpassten die Invaders 2022 die Play-offs mit einer Bilanz von 4:4 nur knapp. 2023 konnte unter Coach Garcia erstmals wieder eine Winning Season erreicht (6–2) und somit der Einzug in die Play-offs fixiert werden.
Auch in der Saison 2024 konnte der Einzug in die Play-offs mit einer 6-2 Bilanz und einem erfolgreichen WC-Game gemeistert werden. In den Play-offs schaffte die Mannschaft den Einzug ins Finale. Am 27. Juli 2024 konnten sich die Invaders die Silver Bowl gegen die GBG Graz Styrian Bears durchsetzen und sich somit nach 15 Jahren, das zweite Mal den österreichischen Meistertitel sichern.